# Café A Brasileira (Coimbra)
O Café A Brasileira de Coimbra situa-se na famosa Rua Ferreira Borges, na Baixa de Coimbra, em Coimbra, em Portugal. 

## História
O estabelecimento foi fundado por Adriano Soares Teles do Vale, nascido na Casa de Cimo d'Aldeia, em Alvarenga, no concelho de Arouca, na Área Metropolitana do Porto. Ainda jovem, Adriano emigrou para o Brasil. Lá, dedicou-se ao negócio do café, com o que enriqueceu nos finais do século XIX.
Casou no Brasil com uma filha de fazendeiros no Estado de Minas Gerais, onde se dedicou à fundação de um estabelecimento comercial inicialmente chamado "Ao preço fixo", que incluía também casa de câmbios, e à produção agrícola, em particular de café, que exportava para Portugal. Regressando a Portugal por motivos de saúde da mulher, que acabaria por cá falecer, criou uma rede de pontos de venda do café que produzia e importava do Brasil: as famosas "Brasileiras", espalhadas por Lisboa (Chiado e Rossio), Porto, Braga, Aveiro, Coimbra e Sevilha. Adriano Teles foi, também, um homem de cultura, com interesse pela música e pela pintura. Fundou a Banda de Alvarenga, financiando a compra dos seus primeiros instrumentos, e fez, da Brasileira do Chiado, o primeiro museu de arte moderna em Lisboa. Abriu em 1928 e albergou tertúlias históricas com personalidades como Zeca Afonso, Miguel Torga ou António Arnaut. 
Em 1995, o café foi encerrado e o espaço foi transformado numa loja de pronto-a-vestir. 
Passados 17 anos, a 1 de Março de 2012, reabre com o conhecido slogan "O melhor café é o d'A Brasileira" e com uma nova imagem.

## Especialidades
Algumas especialidades do restaurante A Brasileira:
- Bacalhau à Brasileira
- Bacalhau à lagareiro
- Bife à portuguesa
- Bife à brasileira
- Espetada mista
- Espetada de bacalhau
- Espetada de lulas
- Naco de vitela
- Perca-do-nilo
- Bifinhos de frango c/molho de café